# Coumba Sow
Coumba Sow (født 27. august 1994) er en kvindelig schweizisk fodboldspiller, der spiller midtbane for franske Paris FC i Division 1 Féminine og Schweiz' kvindefodboldlandshold. Hendes far er fra Senegal, mens hendes mor stammer fra Holland.
Hun fik sin officielle debut på det schweiziske landshold den 13. november 2018 mod Holland. Hun blev også udtaget til landstræner Nils Nielsens officielle trup mod EM i fodbold for kvinder 2022 i England.